# P. A. Sangma
Purno Agitok Sangma (1er septembre 1947 à Chapathi dans le district des West Garo Hills (Meghalaya) - 4 mars 2016) est un homme politique indien. 

## Biographie
P. A. Sangma est battu lors de la présidentielle indienne de 2012. 

### Décès
Il meurt d'une crise cardiaque le 4 mars 2016.